# Antimonur de gal·li(III)
L'antimonur de gal·li(III) és un compost químic d'antimoni i gal·li de fórmula GaSb. És un sòlid de densitat 5,6 g/cm³ a temperatura ambient que fon a 712 oC. La seva estructura cristal·lina és la de la blenda de zinc o esfalerita. Té propietats semiconductores, amb una banda prohibida de 0,726 eV a 300 K, que correspon a l'energia d'un fotó de radiació infraroja de longitud d'ona 6,2 μm.

## Història
L'antimonur de gal·li(III) fou sintetitzat per primer cop el 1926 per part del geoquímic noruec Victor Moritz Goldschmidt (1888-1947), que en determinà també la seva constant de cel·la. D'altres investigadors milloraren aquest valor i en determinaren el diagrama de fases.

## Aplicacions
Les aplicacions de l'antimonur de gal·li(III) es basen en les seves propietats com a semiconductor del tipus III-V, això és amb un element del grup III, el Ga, i un del grup V, el Sb. Així hom l'empra en els detectors de radiació infraroja, en LEDs infrarojos, en làsers i transistors i en sistemes termofotovoltàics.